# Polystictus
Polystictus is een geslacht van zangvogels uit de familie tirannen (Tyrannidae).

## Soorten
Het geslacht omvat de volgende soorten:
- Polystictus pectoralis – Baardtiran
- Polystictus superciliaris – Zilverbrauwtiran